# Sandra Maria Alves-da-Silva
Sandra Maria Alves-da-Silva (n. 1974 ) es una botánica brasileña, que ocupa una posición de investigadora y curadora en el "Herbário Alarich Rudolf Holger Schultz" del Jardín botánico de la «Fundação Zoobotânica do Rio Grande do Sul». Es especialista en Euglenophyta.
- La abreviatura «Alves-da-Silva» se emplea para indicar a Sandra Maria Alves-da-Silva como autoridad en la descripción y clasificación científica de los vegetales.[2]